# 트로이 목마 (컴퓨팅)

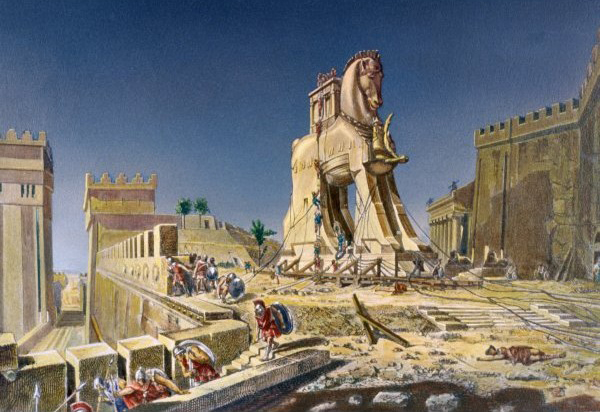

트로이 목마(Troy 木馬, 영어: Trojan horse)는 악성 루틴이 숨어 있는 악성 프로그램으로, 겉보기에는 정상적인 프로그램으로 보이지만 실행하면 악성 코드를 실행한다. 이 이름은 트로이 목마 이야기에서 따온 것으로, 겉보기에는 평범한 목마 안에 적군의 병사가 숨어 있었다는 것에 비유한 것이다.
트로이 목마는 보통 사회공학 기법의 형태로 퍼진다. 비록 어떠한 것도 포함될 수 있지만, 많은 현대의 트로이 목마들은 백도어로서 사용된다. 이것들은 쉽게 발견되기 힘들지만, 무거워진 CPU와 네트워크 사용으로 느려지는 현상은 나타날 수 있다.
컴퓨터 바이러스나 웜과는 달리, 트로이 목마는 보통 다른 파일에 삽입되거나 스스로 전파되지 않는다.

## 목적과 사용
만약 설치되었거나 상승된 권한으로 실행 중이라면, 트로이 목마는 일반적으로 제한 없는 접근을 할 수 있다. 이 능력을 가지고 무엇을 할 것인지는 공격자에게 달려 있다.

### 파괴적 목적
- 시스템 충돌
- 수정이나 파일 삭제.
- 데이터 오염.
- 모든 내용을 지우는 디스크 포맷
- 네트워크로의 악성코드 전파
- 사용자의 행동 감시와 민감한 정보 접근[2]

### 자원이나 신분의 사용
- 기계를 봇넷으로서 사용 (예를 들면 분산 서비스 거부 공격)
- 암호화폐 마이닝을 위한 자원 사용[3]
- 다른 컴퓨터를 공격하거나 불법적인 행동을 하기 위해서 감염된 컴퓨터를 프록시 서버로 사용
- 네트워크에 연결된 다른 디바이스 감염

### 금전 절도,랜섬웨어
- 전자화폐 절도
- 크립토라커 같은 랜섬웨어 설치

### 데이터 절도
- 기밀정보 (도면, 군사정보, 사회기반시설 정보 등)
- 사용자의 비밀번호나 체크카드 정보
- 개인정보, 개인신용정보
- 영상정보 (CCTV, IP카메라 등)

### 스파잉, 감시 또는 스토킹
- 키로깅
- 사용자의 웹캠 보기
- 사용자의 컴퓨터 원격 관리: ￼￼원격 방식의 트로이 목마는 자신의 목적을 수행하기 위해 악성 컨트롤러와의 상호 작용을 필요로 할 수도 있다. 네트워크를 스캔해서 트로이 목마가 설치된 위치를 찾고, 해커가 제어할 수 있게 되는 경우도 가능하다.

이 방식의 트로이 목마는 자신의 목적을 수행하기 위해 악성 컨트롤러와의 상호 작용을 필요로 할 수도 있다. 네트워크를 스캔해서 트로이 목마가 설치된 위치를 찾고, 해커가 제어할 수 있게 되는 경우도 가능하다.
몇몇 트로이 목마는 오래된 버전의 인터넷 익스플로러와 크롬의 보안 결함을 악용하여 컴퓨터를 프록시 서버로 사용함으로써 이것을 통해 불법을 저지르는 경우도 있다.
독일계 국가에서는, 정부에 의해 만들어지고 사용되는 스파이웨어를 Govware라고 부른다. 이것은 주로 타겟 컴퓨터에서의 통신을 가로채는데 사용되었다. 스위스와 독일 같은 몇몇 나라들은 이러한 소프트웨어를 이용한 합법적인 프레임워크를 갖는다.
봇넷의 인기와 광고 서비스의 사용으로 인해 트로이 목마는 점점 인기를 얻어가고 있다. 비트디펜더에 의해 2009년 1월부터 6월까지 조사된 바로는 83%의 악성코드가 트로이목마와 유사한 형태였다. 트로이 목마는 웜과 관련되어 있는데, 이것은 웜과 함께 인터넷을 가로질러 이동할 수 있기 때문이다. 비트디펜더는 15%의 컴퓨터가 봇넷의 멤버이며, 주로 트로이 감염에 의한 것이라고 언급했다.

## 대표적인 트로이 목마
1. 넷버스 (Netbus) - 12345번 포트 사용. 가장 사용하기 쉽고 퍼지기 쉬운 트로이 중의 하나.
2. 백오리피스 (Back Orifice) - 31337번 포트 사용. 가장 유명하여 제거 툴이 가장 많은 트로이.
3. 스쿨버스 (Schoolbus) - 54321번 포트 사용.
4. Executor - 80번 포트 사용. 감염된 컴퓨터의 시스템 파일을 삭제/시스템을 파괴하는 트로이 중의 하나.
5. Silencer - 1001번 포트 사용. 제거 툴은 나와 있지 않음.
6. Striker - 2565번 포트 사용. 감염된 컴퓨터를 무조건 고물로 만들어 버림. 이는 시스템 드라이브 등 하드디스크를 모두 파괴하여 아예 부팅이 안 되게 하는 트로이이기 때문.

## 같이 보기
- 컴퓨터 보안
- 사이버스파이
- 취약점 공격
- 산업 스파이
- 피싱
- 최소 권한의 원칙
- 원격 데스크톱 소프트웨어
- 가짜 백신 프로그램
- 신용 사기
- 좀비 컴퓨터